# Illa Sala y Gómez
L'illa Sala y Gómez (també anomenada Salas y Gómez, en rapanui Motu Motiro Hiva) és una illa deshabitada al Pacífic oriental, inclosa a la província xilena de l'illa de Pasqua. És una de les anomenades «illes esporàdiques xilenes». Està situada a 3.220 km a l'oest de la costa nord de Xile i a 415 km a l'est de l'illa de Pasqua.

## Geografia

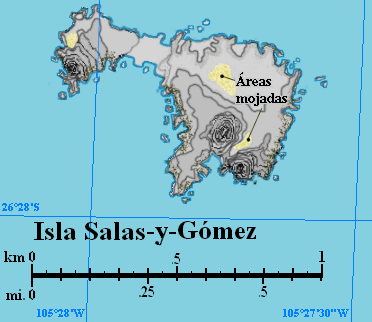
Mapa de l'illa Sala i Gómez

L'illa és d'origen volcànic i és la punta emergida d'una carena muntanyosa submarina de 3.500 m des del fons de l'oceà. Està formada per dues roques, de 30 i 26 m d'altitud, unides per un estret istme, d'una amplada mitjana de 30 m, que a vegades queda inundat per les onades i la marea. L'àrea total és de 2,5 km² i amb una allargada de 700 m.
Encara que a l'illa no hi ha cap font d'aigua dolça, en una depressió es recull aigua de pluja i el lloc és utilitzat per la nidificació d'ocells. A més de diverses espècies d'ocells marins, es troben molts insectes.

## Història
No hi ha cap prova que l'illa fos habitada, però les tradicions de l'illa de Pasqua diuen que era visitada per recollir plomes i ous d'ocells. El nom preeuropeu Motu Motiro Hiva significa «illa cap al continent». Degut a la seva situació i a les connexions històriques es pot considerar l'illa més oriental de la Polinèsia.
L'illa va ser descoberta per l'espanyol José Salas Valdés, el 1793, i explorada per José Manuel Gómez, el 1805. El nom Sala y Gómez fa honor als dos mariners, però amb una incorrecció en el cognom Salas.
El 1808, Xile va annexionar l'illa, administrada per la Marina xilena des del 1888, i incorporada a la província de l'illa de Pasqua des del 1966.